# San Pedro de Casta
San Pedro de Casta es una localidad peruana, capital del distrito de San Pedro de Casta ubicada en la provincia de Huarochiri en el departamento de Lima. Se encuentra a una altitud de 3211 m s. n. m. Tiene una población de 938 hab. en 1993.
El pueblo de San Pedro de Casta fue declarado monumento histórico del Perú el 30 de diciembre de 1986 mediante el R.M.N 794-86-ED.

## Clima
| Parámetros climáticos promedio de San Pedro de Casta | Parámetros climáticos promedio de San Pedro de Casta | Parámetros climáticos promedio de San Pedro de Casta | Parámetros climáticos promedio de San Pedro de Casta | Parámetros climáticos promedio de San Pedro de Casta | Parámetros climáticos promedio de San Pedro de Casta | Parámetros climáticos promedio de San Pedro de Casta | Parámetros climáticos promedio de San Pedro de Casta | Parámetros climáticos promedio de San Pedro de Casta | Parámetros climáticos promedio de San Pedro de Casta | Parámetros climáticos promedio de San Pedro de Casta | Parámetros climáticos promedio de San Pedro de Casta | Parámetros climáticos promedio de San Pedro de Casta | Parámetros climáticos promedio de San Pedro de Casta |
| Mes                                                  | Ene.                                                 | Feb.                                                 | Mar.                                                 | Abr.                                                 | May.                                                 | Jun.                                                 | Jul.                                                 | Ago.                                                 | Sep.                                                 | Oct.                                                 | Nov.                                                 | Dic.                                                 | Anual                                                |
| ---------------------------------------------------- | ---------------------------------------------------- | ---------------------------------------------------- | ---------------------------------------------------- | ---------------------------------------------------- | ---------------------------------------------------- | ---------------------------------------------------- | ---------------------------------------------------- | ---------------------------------------------------- | ---------------------------------------------------- | ---------------------------------------------------- | ---------------------------------------------------- | ---------------------------------------------------- | ---------------------------------------------------- |
| Temp. media (°C)                                     | 10                                                   | 10.3                                                 | 9.9                                                  | 9.5                                                  | 8.2                                                  | 7.2                                                  | 6.8                                                  | 7.2                                                  | 8                                                    | 8.6                                                  | 9.1                                                  | 9.3                                                  | 8.7                                                  |
| Temp. mín. media (°C)                                | 4                                                    | 4.6                                                  | 4                                                    | 2.9                                                  | 0.9                                                  | -0.7                                                 | -1.4                                                 | -0.9                                                 | 0.7                                                  | 1.7                                                  | 2.1                                                  | 2.5                                                  | 1.7                                                  |
| Fuente: climate-data.org                             |                                                      |                                                      |                                                      |                                                      |                                                      |                                                      |                                                      |                                                      |                                                      |                                                      |                                                      |                                                      |                                                      |